# Schloss Cannes-Écluse
Koordinaten: 48° 21′ 50,9″ N, 2° 59′ 9,6″ O

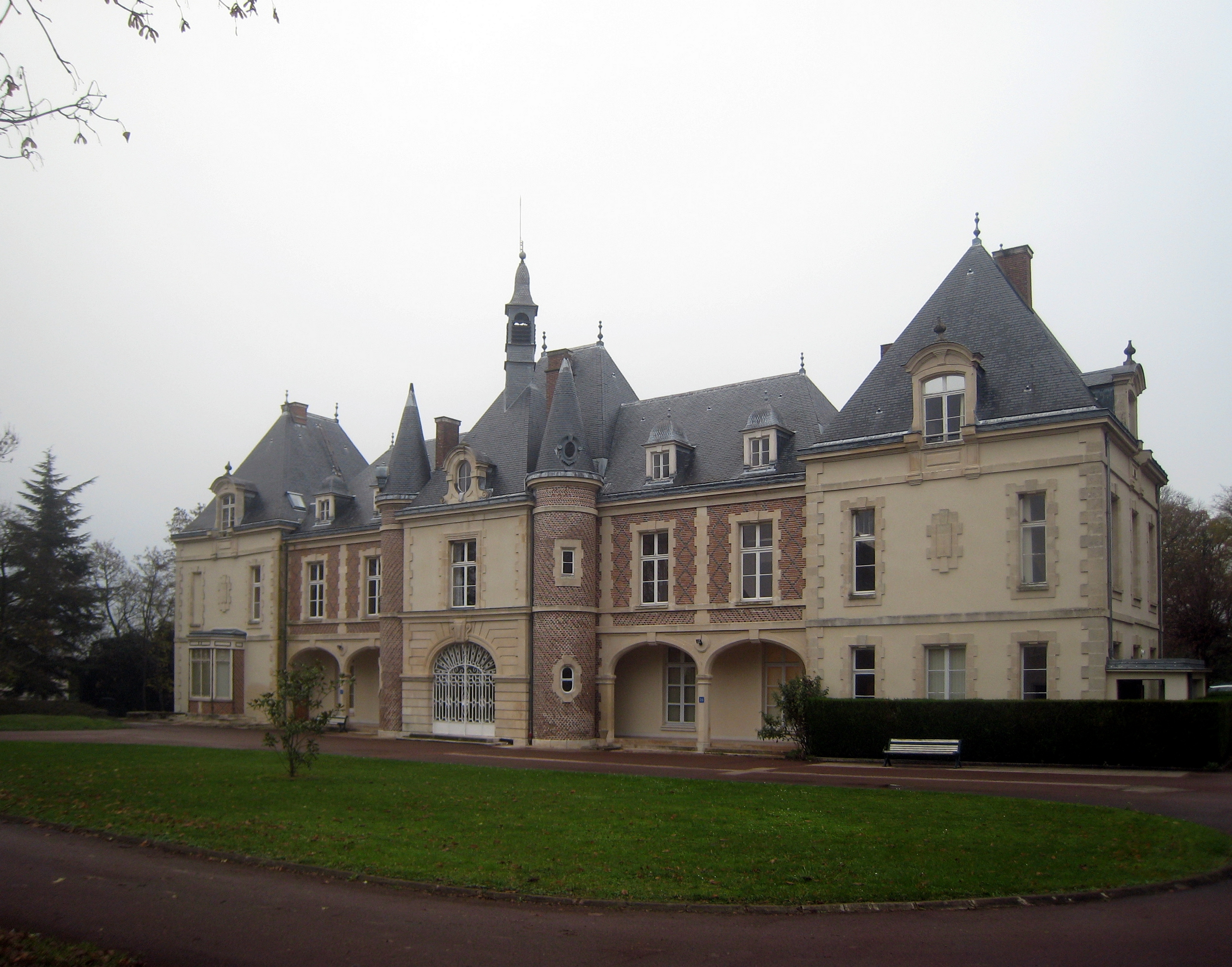
Schloss in Cannes-Écluse

Das Schloss in Cannes-Écluse, einer französischen Gemeinde im Département Seine-et-Marne in der Region Île-de-France, wurde ursprünglich 1140 erbaut und im 19. Jahrhundert komplett verändert. Das Schloss befindet sich in der Rue Désiré-Thoison.
Der zweigeschossige Bau wurde im 19. Jahrhundert im Stil der Neorenaissance von der Familie Fitz-James neu errichtet.
Nachdem das französische Innenministerium das Bauwerk kaufte, wurde im Jahr 1964 darin eine Polizeischule eingerichtet. Heute wird das Schloss mit seinen Nebengebäuden von der École nationale supérieure de la Police (ENSP) genutzt.